# Львовский (Московская область)
Льво́вский — рабочий посёлок (посёлок городского типа), включённый 3 июля 2015 года в черту города Подольска Московской области России как его микрорайон.
До 1 июня 2015 года Львовский в статусе посёлка городского типа входил в состав Подольского района Московской области и образовывал одноимённое муниципальное образование (городское поселение Львовский) как единственный населённый пункт в его составе.
Население — 10 852 человека (2015).

## География
Расположен на Москворецко-Окской равнине, в 23 км к югу от Москвы. Железнодорожная станция Львовская на линии Москва—Тула.

## История

### Во времена Русского царства
История Древней Руси и южных окраин Московского государства тесно переплетена с историей деревень, находившихся на месте будущего поселка — Подвязники и Подчищаловка. Через эту местность проходили татарские и крымские полчища на Москву и двигались торговые повозки из Серпухова и Тулы. В 1572 году крымский хан Девлет I Герай потерпел сокрушительное поражение у села Молоди в т. н. Молодинской битве. В районе Подвязников тогда стоял засадный полк М. И. Воротынского, готовый прийти на помощь русскому гуляй-городу.

### Во времена Российской Империи
В XVIII веке в постоялых дворах Подчищаловки грабили и обворовывали купцов, путешествующих на московский торг. В конце XVIII столетия деревня Подчищаловка вместе с сельцом Михеевом, Новогородовом принадлежали надворному советнику Мине Лазареву и его жене Анне Васильевне. После кончины Мины Лазарева (около 1809 г.) поместье, согласно завещанию, перешло к его брату Ефиму Лазареву.
В середине и второй половине XIX столетия деревня Подчищаловка вместе с деревнями Алтухово, Михайлово, Мотовилово, Новогородово, Слащево и половиной сельца Владимирово принадлежали подпоручику Дмитрию Дмитриевичу Бухвостову, а затем его жене Надежде Сергеевне и их детям: штабс-капитану Сергею и поручику Николаю Бухвостовым.
Одним из первых построил здесь дачу запасной артиллерист, старший писарь государственного контроля Московско-Курской железной дороги Игнатий Баранцевич. По сведениям его внука Евгения Черных, И. Баранцевич, А. И. Спасский и еще некоторые из первых дачников имели связи с управлением М. К.ж.д. Благодаря эти связям им удалось добиться открытия остановки дачных поездов на 54-й версте с весны 1903 года при условии ежегодной уплаты дороге по 600 рублей.
Поселение, давшее начало будущему посёлку Львовский возникло в начале XX века на землях жены статского советника Львова (на этих участках с 1902 года строились дачи). Уже 1 июня 1905 года остановочный пункт на 54 версте Московско-Курской железной дороги был переименован в «платформу Львовскую».
Среди первых дачевладельцев поселения были главным образом представители интеллигенции: инженеры, профессора, архитекторы и т. д. Соответственно, и улицы поселка получили названия: Архитекторская, Инженерная, Профессорская и т. д..
Львовскую плотно окружал лес, изобиловавший грибами и ягодами. Поблизости от платформы Львовской находились имения: Лезиных, О, Ф. Вашкевич, М. И. Красовской, Г. М. Култашева, барона Е. В. фон Бистром, И. Г. Простякова, И. Х. Ганзен, С. И. Качалина, И. С. Крошкина, П. Г. Калибасова, Е. П. Фесиной, И. П. Цвеленева, Аникиты Семеновича, на средства которого в 1912 г. была открыта начальная школа в деревне Подчищаловке. Дачи: адвоката Покровского, профессора Нечаева, семьи известной впоследствии советской журналистки Татьяны Тесс, и «летняя санатория» для нервно и душевно больных д-ра Лахотина. Накануне Мировой войны и революции около станции Львовской было 15 дач, где жили 69 мужчин и 78 женщин, в дер. Подчищаловке — 7 дворов, 48 мужчин и 50 женщин.
1 (15) ноября 1903 года, предположительно, жителем дачного дома посёлка Львовский была заложена капсула времени с обращением к потомкам. Полный текст обращения записан на памятной табличке на Садовой улице:
Со дня продажи этого земельного участка - 1 (15) ноября 1903 года - начинается история посёлка Львовский. 
 Здесь заложена капсула с обращением к потомкам. 
 Вскрыть 15.11.2053 года.

### Во времена СССР
После революции 1917 года был образован Подвязовский сельсовет, куда включили и посёлок Львовский. В 1926 году в нём числилось 20 хозяйств и 94 жителя. В 1939 году рядом с населённым пунктом было начато строительство завода цветных металлов, ставшего фактически градообразующим предприятием (закончено в 1949 году). Благодаря развернувшемуся строительству посёлок был существенно расширен и заселён выходцами из Рязанской, Тульской, Орловской, Белгородской областей. Вновь прибывшие размещались в деревянных бараках, получивших названия согласно происхождению переселенцев — например, «рязанские бараки».
В 1939 году рядом с поселком началось строительство Подольского завода цветных металлов, занимающего площадь около 50 гектаров и являющегося градообразующим предприятием Львовского поселка. В поселке появились деревянные засыпные бараки, характерные для той эпохи индустриализации. Вначале возникшие отдельные небольшие поселки — «Рабочий поселок», «Рязанские бараки» и «Финские дома» (из сборных финских домиков) — со временем слились с поселком Львовским воедино. К 1940 году население поселка превысило 1 тысячу человек. Тогда был принят план развития поселка. В 1941 году были построены первые двухэтажные кирпичные 4 дома на углу улиц Красной и Пролетарской, где получили квартиры рабочие и специалисты строящегося завода. Перед Великой Отечественной войной на предприятии успели построить только заводоуправление, склад, гараж и пожарную станцию.
Перед Великой Отечественной войной началось строительство Львовского радиоприемного центра магистральной радиосвязи. В 1942 году он вошел в строй. Центр осуществлял связь с городами, нестационарными объектами, партизанскими отрядами, осуществлял радиоперехват вражеских радиопередач. Запись тогда производилась на стальную проволоку. В конце войны радиоцентр был полностью оснащен современной радиоаппаратурой, изготовленной союзниками в Америке. По окончании войны Львовский радиоцентр перешел на обслуживание магистральных радиосвязей с зарубежными странами. При радиоцентре вырос свой рабочий поселок у деревни Романцево.
Строительство завода цветных металлов возобновилось сразу после окончания войны в 1945 году. От станции Гривно к заводу была проложена железнодорожная ветвь, которая ускорила ведущиеся работы, и первую плавку завод дал в 1949 году. С 1946 года от Подольска до Львовской пошли электропоезда. В 1948 году в поселке началось массовое строительство жилых домов повышенной этажности. В 1954 году поселок Львовский с населением 8,4 тысячи человек получил статус рабочего поселка, в состав которого вошла и деревня Подчищаловка. Первым председателем поселкового совета была избрана Анна Васильевна Спасская.
В 1948 году при заводе открылся здравпункт. В 1950 году здравпункт был преобразован в амбулаторию со стационаром на 10 коек, пациентов обслуживали 4 врача и 12 медсестер. В 1957 году была открыта первая больница на 15 мест. В 1960 году районный медицинский центр со стационаром на 75 коек, поликлиника на 100 посещений в день, с отделениями: терапевтическим, хирургическим, инфекционным, детским соматическим, гинекологическим и зубопротезным кабинетом.
В 1951 году в здании пожарного депо начал работать заводской клуб, в 1963 году в поселке открылась первая библиотека, а с 1974 года открылся Дом культуры «Металлург», в котором работали несколько различных творческих коллективов: с 1975 года — студия «Рукодельница» и акробатический коллектив «Шанс», с 1978 года — хореографический ансамбль «Рассвет», школа искусств и др.
В 1951 году открылась новая школа № 1, с 1999 года ставшая лицеем. С 1990 года начали работать классы с углубленным изучением отдельных предметов, были установлены прочные творческие связи с московскими учебными и научно-исследовательскими институтами. С 1958 года работала школа механизации сельского хозяйства, подготовившая более 20 тысяч специалистов.
В годы войны был построен Львовский радиоприёмный центр магистральной радиосвязи.
Статус посёлка городского типа — с 1959 года.

### Современная история
К 2000 году Львовский вырос по площади до 656 гектаров, число зданий в посёлке выросло почти до 600, общая жилая площадь превысила 60 тыс. м², население — 12 тысяч. На территории поселения расположились ряд крупных предприятий и организаций, таких как крупнейший в Восточной Европе Автоматизированный сортировочный центр ФГУП «Почта России», «Климовский автотранспортный комбинат», «Львовская тепловая энергетическая компания», и другие предприятия. В начале 1990-х годов были построены первые девяти- и десятиэтажные жилые дома, а в 2014 году был сдан в эксплуатацию жилой комплекс «Львовский», насчитывающий три многокорпусных дома по улице Горького и Орджоникидзе. Дальнейшее развитие посёлка видится в строительстве малоэтажного жилого фонда.
К 1 января 2006 года посёлок образовал одноимённое муниципальное образование (городское поселение Львовский) как единственный населённый пункт в его составе в рамках Подольского муниципального района.
Местное самоуправление в 2006—2015 гг.
- Глава городского поселения Львовский избирался гражданами сроком на 5 лет[9].
- Администрация городского поселения — исполнительно-распорядительный орган местного самоуправления[10].
- Совет депутатов — выборный представительный орган местного самоуправления. В его состав входило 15 человек, избираемых сроком на 5 лет[11].
- Главой городского поселения Львовский являлся Иванов Сергей Владимирович[12][13].
- Председателем Совета депутатов Городского поселения Львовский был Какоткин Виктор Иванович

24 ноября 2013 года было проведено собрание жителей посёлка Львовский в связи с вопросом административной реформы — упразднения Львовского городского поселения и присоединения посёлка к Подольскому или Климовскому городскому округу. Подавляющее большинство населения посёлка проголосовало за сохранение городского поселения.
В марте 2015 года главы муниципалитетов при поддержке губернатора Московской области внесли инициативу об объединении Подольского района, Климовска и Подольска в единый городской округ. Согласно опросу, проведённому в сети Интернет общественной инициативой Львовского поселения, часть жителей резко против данной инициативы. Основными аргументами против являются отмена сельских льгот жителям, возможное снижение уровня жизни и усложнённое распределение финансовых средств в случае объединения.
21 апреля 2015 года Совет депутатов городского поселения Львовский Подольского муниципального района принял решение № 8/1 поддержать преобразование городского округа Подольск, городского округа Климовск, городского поселения Львовский, сельского поселения Дубровицкое, сельского поселения Лаговское, сельского поселения Стрелковское Подольского муниципального района путём объединения в единое муниципальное образование.
5 мая 2015 года Совет депутатов Подольского муниципального района Московской области принял решение № 256/2015 согласиться с преобразованием городского округа Подольск, городского округа Климовск, городского поселения Львовский, сельского поселения Дубровицкое, сельского поселения Лаговское, сельского поселения Стрелковское путём объединения в единое муниципальное образование.
21 июня 2015 года Московская областная Дума приняла постановление № 12/128-П о принятии Закона Московской области «О преобразовании городского округа Подольск, городского округа Климовск, городского поселения Львовский Подольского муниципального района, сельского поселения Дубровицкое Подольского муниципального района, сельского поселения Лаговское Подольского муниципального района и сельского поселения Стрелковское Подольского муниципального района, о статусе и установлении границы вновь образованного муниципального образования».
Согласно Приложению 1 к Закону «Карта (схема) и описание границы городского округа Подольск», городское поселение Львовский включено в состав городского округа Подольск, но посёлок Львовский как населённый пункт не фигурирует в статье 2, в которой перечислены населённые пункты, входящие в состав городского округа Подольск. Закон вступил в силу 1 июня 2015 года.
3 июля 2015 года Губернатор Московской области, руководствуясь Законом Московской области "81/2015-ОЗ и Законом Московской области № 11/2013-ОЗ, принял Постановление № 282-ПГ «Об объединении рабочего посёлка Львовский Подольского района Московской области и города Подольска Московской области». Рабочий посёлок Львовский стал частью единого населённого пункта — города областного подчинения Подольск Московской области.

## Население
| 1959    | 1970    | 1979    | 1989    | 2002    | 2006    | 2007    |
| ------- | ------- | ------- | ------- | ------- | ------- | ------- |
| 8408    | ↗10 224 | ↘10 194 | ↗12 858 | ↘11 906 | ↗13 500 | ↘11 288 |
| 2008    | 2009    | 2010    | 2012    | 2013    | 2014    | 2015    |
| ↘11 202 | ↘11 138 | ↘10 855 | ↘10 854 | ↘10 773 | ↗10 875 | ↘10 852 |

## Планировка
На территории посёлка Львовский имеется 27 улиц и 3 проезда, наиболее длинные из них это улица Красная, протяженностью 1,9 км и улица Горького, которая является центральной улицей Львовского. На старых улицах посёлка сохранились исторические жилые дома (около 10 домов), построенные в 1950-х годах. Территория поселка разделяется на старинные районы (Подчищаловка, находится на ул. Московская вдоль старого Симферопольского шоссе), где располагалась территория поселка в период с 1905 года по 1935. Затем территории Львовского значительно расширились, и были заложены новые улицы, где были построены пятиэтажные жилые дома (период 1970-х годов) на улицах Красная, Садовая, Пролетарская. Также сравнительно недавно к территории поселка примкнули улицы Новая, а также садоводческое товарищество Цветники.

## Список улиц
Согласно решению Совета депутатов городского округа Подольск от 30 октября 2015 года было установлено, что при адресации объектов недвижимости следует указывать не только название населённого пункта (после включения посёлка Львовский в черту города Подольска этим населённым пунктом является город Подольск), но также и микрорайон. Этим решением установлено, что для территории бывшего посёлка Львовский следует указывать «микрорайон Львовский». Необходимость указания микрорайона связана с тем, что после вхождения в пределы городской черты Подольска бывших Климовска и Львовского в границах объединённого города оказалось несколько одноимённых улиц, которые ранее относились к разным населённым пунктам. Альтернативой введения в адресацию указания микрорайонов являлось бы переименование подавляющего большинства улиц Львовского, что было сочтено Советом депутатов городского округа Подольск нецелесообразным. В упомянутом решении также приведён полный список наименований объектов улично-дорожной сети Львовского, курсивом указаны те наименования, что не встречаются в других частях (микрорайонах) города Подольска:
- Больничный проезд,
- Восточная улица,
- Горького улица,
- Дачная улица,
- Железнодорожная улица,
- Заводская улица,
- Зеленая улица,
- Индустриальная улица,
- Кирова улица,
- Красная улица,
- Лесная улица,
- Львовское лесничество улица,
- Магистральная улица,
- Металлургов проезд,
- Московская улица,
- Новая улица,
- Орджоникидзе улица,
- Первомайская улица,
- Полевая улица,
- Пролетарская улица,
- Пушкина улица,
- Садовый проезд,
- Садовая улица,
- Советская улица,
- Строителей улица,
- Трудовая улица,
- Центральная улица,
- Чеховская улица,
- Школьная улица,
- Южная улица.

## Экономика
В посёлке находятся завод алюминиевых сплавов (бывший Подольский завод цветных металлов, выпускает алюминиевые сплавы), комбинат нерудных материалов, ряд ремонтно-строительных и складских организаций.
Среднесписочная численность работников предприятий и организаций, осуществляющих деятельность на территории городского поселения Львовский составляет около 5000 человек, в том числе крупных и средних предприятий и организаций — 2520 человек.
Уровень безработицы в посёлке составляет ▼ 0,54 % по сравнению с 2010 годом (2,93 %). Большинство граждан поселения работает в городах Подольск, Чехов, Москва и Серпухов.
На территории посёлка находится Московский региональный автоматизированный сортировочный центр «Почта России». Это первый в России автоматизированный сортировочный центр. Он обслуживает большую часть Центрального региона России с общим населением около 26 млн человек. Московский АСЦ — самый крупный в Восточной Европе. Его площадь составляет 29 тыс. кв. м., мощность — до 3 млн почтовых отправлений в сутки. Детальная сортировка осуществляется на более чем 5200 отделений. Через центр будет проходить около 25 % почтового обмена страны.

## Транспорт
В поселке расположена железнодорожная станция «Львовская» Курского направления Московской железной дороги. Является конечной для некоторых пригородных электропоездов. Время пути от Курского вокзала — 1 час 17 минут. На станции останавливаются все пригородные электропоезда кроме некоторых экспрессов. Со станции осуществляется курсирование электропоездов в сторону Москвы до Курского вокзала, станции Москва-Каланчёвская, а также на Рижское и Белорусское направления до станций Новоиерусалимская (город Истра) и Голицыно. Также курсируют поезда до городов Тулы и Серпухова. В поселке находится небольшая автостанция, откуда следуют маршруты автобусов — 51 (Львовский — Подольск), 52 (Львовский — Подольск), 42 (Львовский — Романцево), 54 (Львовский — Матвеевское), 61 (Подольск — Львовский — Чехов). Перевозку осуществляет государственная транспортная компания «Мострансавто». Жителям и гостям поселка доступна услуга такси. Автомобильным транспортом добраться до Львовского можно по Симферопольскому шоссе.
В целом, автобусный транспорт в посёлке развит слабо. Основным способом передвижения является электропоезд. Перерывы в работе электропоездов вызывают большие сложности добраться до посёлка в дневное время суток (с 11 до 14 часов). Станция Львовская является конечной (и начальной соответственно) станцией для многих электропоездов.
В процентном соотношении около 95 % жителей пользуются электропоездами в Москву, остальные 5 % передвигаются на автобусах № 51, № 61 в Подольск. В конце 2016 года был обещан запуск автобусного маршрута, который свяжет посёлок Львовский с Москвой.

## Культура и здравоохранение
Работают 2 общеобразовательные школы (Лицей № 1, СОШ № 4), Профессиональный колледж «МОСКОВИЯ», школа искусств, 4 детских сада, две библиотеки, станция скорой помощи, больница (крупнейшая в районе), стадион «Подолье». Также имеется большое количество спортивных секций для молодежи, таких как волейбол, футбол, гиревой спорт. Лечебные учреждения также представлены комплексом зданий ЛРКДЦ (Львовским районным клинико-диагностическим центром) с амбулаториями в пос. Романцево, пос. МИС, пос. Лесные Поляны и пос. Железнодорожный и пос. Курилово, а также стационаром. Профиль Центра — проктология и гинекология. В поселке имеется дом культуры «Металлург».
В 2013 году лицею № 1 был присвоен статус региональной инновационной площадки. В январе 2014 года состоялось открытие нового корпуса лицея, рассчитанного на 686 мест.
В феврале 2015 года было открыто новое отреставрированное здание старого корпуса Лицея, построенного в 1951 году. В отремонтированном корпусе школы будут учиться начальные классы. Таким образом, удалось добиться проведения учебных занятий в одну смену.

## Уровень жизни
Из общей численности населения, население моложе трудоспособного возраста составляет — 1386 человек или 12,9 %, население трудоспособного возраста — 6680 человек или ↗ 62,2 %, старше трудоспособного возраста — 2679 человек или ↘ 24,9 %.
Среднесписочная численность работников по крупным и средним предприятиям и организациям поселения составляет около 3700 человек. Остальные жители работают преимущественно в городах Москва и Подольск.
Среднемесячная заработная плата работников крупных и средних предприятий и организаций поселения составляет — 23 579 рублей.

## Спорт
На территории посёлка находится стадион «Подолье», который включает в себя футбольное поле (натуральное покрытие), хоккейную коробку, площадку для пляжного волейбола, а также сооружения для проведения физической подготовки. На стадионе также иногда проходят тренировки профессионального футбольного клуба «Подолье» (Подольский район), выступающего в первенстве Профессиональной футбольной лиги. Также в посёлке базируются две юношеские и детские футбольные команды ФК «Атлант» (Львовский) и ФК «Подолье» (Подольский район).
Также на территории поселения находятся муниципальные учреждения спорта — спортивный зал «Атлант» и учреждение культуры — дом культуры «Металлург», в котором проводятся тренировочные занятия по бадминтону среди юношей, детей и взрослых. Также на территории поселения находится Московская областная региональная общественная организация «Спортивный клуб Витязь».

## Экология
На территории городского поселения Львовский находится Львовский (Лаговский) пруд, куда приезжают люди из ближайших поселений и даже из городов Москва, Подольск, Чехов. Это одно из немногих мест в Подольском районе, которое не подверглось загрязнению в результате промышленности. Пруд многократно очищался. Также рядом с водоёмом присутствуют волейбольная площадка и организовываются развлекательные мероприятия.
В 1989 было обнаружено радиоактивное загрязнение, из-за попадания ионизирующих источников в печи завода цветных металлов, который находится на расстоянии 1 км от Львовского. Загрязнению подверглось 5 га площади завода. По федеральной программе «Обеспечение ядерной и радиационной безопасности на 2008 год и на период до 2015 года» предусмотрено полное устранение этой экологической катастрофы.

## Телекоммуникации и связь
В районе поселка обеспечивается приём операторов сотовой связи МТС, «Билайн», «Мегафон» и «Скайлинк». Услуги интернет связи предоставляют провайдеры — «Спидилайн (ЛьвовкаНЭТ)», «Домолинк (Ростелеком)», «Риалком». На территории посёлка функционирует цифровое телевидение, предоставляющее гражданам возможность бесплатного просмотра социального пакета телеканалов (43 канала).
Также в посёлке имеется высокоскоростной доступ в сеть со скоростью до 100 мб/с, доступ предоставляет компания «ЛьвовкаНЭТ». Львовка берет энергию у ПАО Россети , которая находится в городе Подольск

## Жилищно-коммунальное и дорожное хозяйство
На территории посёлка осуществляют деятельность в сфере жилищно-коммунального хозяйства следующие предприятия: МУП «Львовская тепловая энергетическая компания» (теплоснабжение, горячее и холодное водоснабжение, водоотведение), ООО «КОМТЕХ» (управляющая компания, ЖКХ). Единоличным собственником предприятий ЖКХ является администрация Городского поселения Львовский. Среднесписочная численность работников предприятий и организаций, осуществляющих деятельность на территории городского поселения Львовский составляет около 5000 человек.
Протяженность автомобильных дорог общего пользования в границах поселения составляет 19,2 км. Кроме того, в границах поселения проходят автомобильные дороги общего пользования федерального значения — ул. Горького и ул. Симферопольское шоссе.

## Предпринимательство
На территории поселения осуществляется деятельность только малого предпринимательства. Все основные крупные предприятия по производству тепловой электроэнергии, воды и учреждения инфраструктуры принадлежат правительству Городского поселения Львовский. Всего в посёлке городского типа насчитывается около 134 предприятий малого бизнеса, которые в основном представлены предприятиями торговли и предприятиями, оказывающими различные виды услуг. Доля объёма отгруженных товаров собственного производства, выполненных работ и услуг собственными силами малых предприятий, осуществляющих деятельность на территории поселения, в общем объёме отгруженных товаров собственного производства, выполненных работ и услуг собственными силами составляет 20 %.
Среднесписочная численность работников малых предприятий и организаций составляет около 1,8 тыс. человек.

## Достопримечательности
- Памятник садово-паркового искусства — парк усадьбы «Подвязное».
- Храм во имя святого великомученика Пантелеимона Целителя (2009 год) и комплекс храмовых зданий с крестильней — настоятель о. Димитрий (Воюев)
- Историческая капсула с обращением к потомкам на Садовой улице (1903 год)

## Города-побратимы
- Подольск, Россия (1997)
- Климовск, Россия (2008)
- Солигорск (бел. Салігорск) (1995)